# Oncopsis fitchi
Oncopsis fitchi är en insektsart som beskrevs av Van Duzee 1916. Oncopsis fitchi ingår i släktet Oncopsis och familjen dvärgstritar. Inga underarter finns listade i Catalogue of Life.